# John Dunsworth
John Francis Dunsworth (ur. 12 kwietnia 1946 w Bridgewater, zm. 16 października 2017 w Halifaksie) – kanadyjski aktor teatralny i telewizyjny.

## Życiorys
Pochodził z Nowej Szkocji. Przez znaczną część kariery aktorskiej związany był z teatrem. Rozpoznawalność przyniosła mu rola Jima Laheya w kanadyjskim serialu telewizyjnym Chłopaki z baraków (ang. Trailer Park Boys) oraz filmach inspirowanych tymże serialem. Dunsworth występował także w takich produkcjach telewizyjnych jak Haven czy Forgive Me. Zmarł 16 października 2017 po krótkiej chorobie.